# Семеки
Семеки — козацько-старшинський, згодом — дворянський рід, що походить від Трохима Григоровича Семеченка (17 — поч. 18 ст.), козака новомістської сотні (1718). Його правнук — Яків Мойсейович С. (бл. 1744—1793), сотник другої полкової сотні Стародубського полку (1770—81). Син Якова — Сава Якович (бл. 1768 — бл. 1840), учасник антинаполеонівських кампаній (1805, 1806—07), командир Київського карабінерного (1814—16), Ризького драгунського (1816) та Інгерманландського драгунського (1816—19) полків, генерал-майор у відставці (1838), а онук — Володимир Савич (1816—97), учасник Кавказької війни (1841) та Кримської війни 1853—1856, придушення польського повстання 1863—1864, генерал-ад'ютант (1873), генерал від інфантерії (1878), командувач військ Одеського військового округу (1874—79), член Військової ради (1879—86).
Рід внесений до 2-ї та 3-ї частин Родовідної книги Чернігівської губернії.